# Мзіла (інкосі)
Мзіла (Музіла, Умзіла) (д/н— 1884) — 3-й великий інкосі (володар) держави Газа в 1861—1884 роках. Відомий також як Ньяменде і Мліло.

## Життєпис
Син інкосі Сошангане ті аристократки-тсонга. Замолоду брав участь у військових кампаніях батька. 1838 року призначено намісником північних володінь. Оженився на доньці мамбо (вождя) якогось племені.
Після смерті Сошангане, що сталося за різними відомостями 1856 або 1858 року, відповідно до волі батька намагався зайняти трон. Але проти нього виступив зведений старший брат Мавеве, який 1859 року змусив Мзілу тікати через річку Лімпопо.
1861 року задопомогою Жоао Альбасіні, португальського вце-коснула в Південно-Африканській республіці зібрав найманців з бурів та португальців виступив проти Мавеве, оголосивши себе законних володарем. 1 грудня 1861 року уклав договір, за яким визнав зверхність Португалії в обмін на допомогу. Загалом Португалія надала Мзілі дві тисячі гвинтівок, п'ятдесят тисяч патронів і дванадцять сотень кременів. Завдав суперникові поразки, але 1862 року повалений Мавеве. Втім того ж року відновився на трон і війна з братом тривала до 1864 року. Мавеве відступив та закріпився у найпівнічніших землях держави.
Наступні роки Мзіла присвятив зміцнеенню влади, розвитку господарства, велику увагу приділяв работоргівлі, також відродив військо. Переніс столицю до Мосурізе на північ від річки Саве.
З 1870-х років спрямовував зусилля на утворення союзів для протистояння португальцям й британцям. В рамках цього 1879 року уклав союз з Лобенгулою, інкосі Матабели, за якого видав заміж доньку Кваліле.
Вояки Мзіли декілька разів здійснювали потужні рейди на португальські колонії в Софалі та Інхамбане. У відповідь почав зростати тиск на Мзілу з метою дозволу на експлуатацію корисних копалин. 27 січня 1882 року інкосі з потужним загоном прибув до Лоренсо-Маркеша, де знову підтвердив вірність Португалії. 
1883 року португальці призначили Антоніу Марію Кардосо посланцем при дворі Мзіли. 1884 року відбувся конфлікт з португальськими загонами на чолі Роберто Айвенса та Герменегільдо Капело (вони намагалися захопити копальні), внаслідок 2-місячного протистояння зазнав поразки й вимушен був відступити на північ, де невдовзі помер. Поховано в Мсапі. Трон заступив його син Гунгуньяна.